# كئتا
كئتا (بالفرنسية: Kéita)‏ هي إدارة في النيجر، تقع في منطقة طاوة، بلغ عدد سكانها 337,098  نسمة وذلك حسب إحصائيات سنة 2012، عاصمتها كئتا ‏، تبلغ مساحتها 77,445 كيلومتر مربع.